# Les Fessey
 Les Fessey  es una población y comuna francesa, situada en la región de Franco Condado, departamento de Alto Saona, en el distrito de Lure y cantón de Faucogney-et-la-Mer.

## Demografía
| 288 | 332 | 324 | 358 | 400 | 403 | 380 | 389 | 336 | 346 | 355 | 337 | 307 | 294 | 318 | 284 | 260 | 259 | 245 | 238 | 209 | 225 | 219 | 207 | 187 | 153 | 135 | 120 | 94 | 87 | 96 | 94 | 124 |
| Para los censos de 1962 a 1999 la población legal corresponde a la población sin duplicidades (Fuente: INSEE [Consultar]) |     |     |     |     |     |     |     |     |     |     |     |     |     |     |     |     |     |     |     |     |     |     |     |     |     |     |     |    |    |    |    |     |